# Ommatius jamaicensis
Ommatius jamaicensis är en tvåvingeart som beskrevs av Ellen R. Farr 1965. Ommatius jamaicensis ingår i släktet Ommatius och familjen rovflugor.
Artens utbredningsområde är Jamaica. Inga underarter finns listade i Catalogue of Life.